# Pallavolo Sirio Perugia 2007-2008
Questa voce raccoglie le informazioni riguardanti la Pallavolo Sirio Perugia nelle competizioni ufficiali della stagione 2007-2008.

## Stagione
La stagione 2007-08 è per la Pallavolo Sirio Perugia, sponsorizzata dalla Despar, la diciottesima, la dodicesima consecutiva, in Serie A1; rispetto alla stagione precedente, viene cambiato l'allenatore, la cui scelta cade su Emanuele Sbano, mentre la rosa rimane quasi del tutto immutata con gli inserimenti di Neli Marinova, Hanka Pachale, Marija Pavlović e Tatiana Artmenko, che vanno a sostituire Walewska de Oliveira, Hélia de Souza, Senna Ušić e Antonina Zetova. Tra le confermate: Antonella Del Core, Mirka Francia, Simona Gioli, Lucia Crisanti e Ana Grbac.
La Pallavolo Sirio Perugia partecipa alla Supercoppa italiana in qualità di vincitrice dello scudetto e della Coppa Italia nella stagione 2006-07: affronta il Giannino Pieralisi Volley, vincendo la gara per 3-0 e aggiudicandosi il trofeo per la prima volta.
Il campionato si apre con due vittorie consecutive, mentre la prima sconfitta arriva alla terza giornata in casa del Robursport Volley Pesaro: in tutto il resto del girone di andata il club di Perugia vince tutte le partite disputate, chiudendo al secondo posto in classifica. Nelle prime cinque giornate del girone di ritorno la Pallavolo Sirio Perugia perde due volte, nuovamente contro la squadra di Pesaro e contro il Giannino Pieralisi Volley, mentre nelle ultime sei giornate di regular season viene sconfitta solo da Volley Bergamo, chiudendo al terzo posto in classifica. Nei quarti di finale dei play-off scudetto supera in due gare la Futura Volley Busto Arsizio, mentre nelle semifinali, dove affronta il Volley Bergamo, vince gara 1 ma perde gara 2: la vittoria nella terza sfida consente l'accesso alla squadra umbra alla finale. Nell'ultimo atto di campionato però cede, in tre gare, il titolo di campione d'Italia al Robursport Volley Pesaro.
Tutte le squadre partecipanti alla Serie A1 e alla Serie A2 2007-08 sono di diritto qualificate alla Coppa Italia; le perugine vincono il proprio raggruppamento nella fase a gironi, qualificandosi alla fase finale di Bologna: vengono tuttavia eliminate nei quarti di finale dal club di Jesi.
La vittoria dello scudetto al termine del campionato 2006-07 consente alla Pallavolo Sirio Perugia di partecipare alla Champions League. Nella fase a gironi vince il proprio raggruppamento con quattro vittorie all'attivo e due sconfitte, qualificandosi per la fase ad eliminazione diretta. Supera il turno dei play-off a 12 battendo sia nella gara di andata che in quella di ritorno il Club Voleibol Tenerife, mentre nei play-off a 6 la sfida è contro il Giannino Pieralisi Volley: dopo aver vinto la gara di andata per 3-0, le umbre perdono quella di ritorno per 3-2, ma si qualificano per la Final Four di Murcia grazie al miglior quoziente set. Nelle semifinali va di scena un altro derby italiano, contro l'Asystel Volley, che vede vittoriosa la Pallavolo Sirio Perugia al tie-break: la stessa squadra vince poi la massima competizione europea per la seconda volta battendo in finale il Volejbol'nyj klub Zareč'e Odincovo.

## Organigramma societario
Area direttiva
- Presidente: Alfonso Orabona

Area tecnica
- Allenatore: Emanuele Sbano
- Allenatore in seconda: Mauro Chiappafreddo
- Assistente allenatore: Marco Gaspari
- Scout man: Giovanni Simoncini

Area sanitaria
- Medico: Alfredo Albertacci
- Preparatore atletico: Ezio Bramard
- Fisioterapista: Mauro Proietti

## Rosa
| N° | Nome                | Ruolo | Data di nascita   | Nazionalità sportiva |
| -- | ------------------- | ----- | ----------------- | -------------------- |
| 1  | Hanka Pachale       | S     | 12 settembre 1976 | Germania             |
| 2  | Ana Grbac           | P     | 23 marzo 1988     | Croazia              |
| 4  | Lucia Crisanti      | C     | 16 marzo 1986     | Italia               |
| 7  | Neli Marinova       | P     | 27 maggio 1971    | Bulgaria             |
| 8  | Giulia Decordi      | S     | 5 novembre 1986   | Italia               |
| 9  | Chiara Arcangeli    | L     | 14 febbraio 1983  | Italia               |
| 10 | Beatrice Sacco      | L     | 7 giugno 1983     | Italia               |
| 11 | Marija Pavlović     | C     | 3 agosto 1985     | Serbia               |
| 11 | Elisa Mezzasoma     | C     | 21 gennaio 1990   | Italia               |
| 11 | Kseniya Ihnatsiuk   | C     | 17 agosto 1989    | Italia               |
| 12 | Elisa Radi          | P     | 1991              | Italia               |
| 13 | Mirka Francia       | S     | 14 febbraio 1975  | Italia               |
| 15 | Antonella Del Core  | S     | 5 novembre 1980   | Italia               |
| 16 | Tatiana Artmenko    | S     | 2 settembre 1976  | Israele              |
| 16 | Francesca Valentini | C     | 26 aprile 1988    | Italia               |
| 17 | Simona Gioli        | C     | 17 settembre 1977 | Italia               |

## Mercato
| Acquisti | Acquisti         | Acquisti           | Acquisti   |
| R.       | Nome             | da                 | Modalità   |
| -------- | ---------------- | ------------------ | ---------- |
| S        | Tatiana Artmenko | Olympiakos         | definitivo |
| P        | Neli Marinova    | Giannino Pieralisi | definitivo |
| S        | Hanka Pachale    | Club Padova        | definitivo |
| C        | Marija Pavlović  | Poštar             | definitivo |
| P        | Elisa Radi       | giovanili          | definitivo |

| Cessioni | Cessioni             | Cessioni          | Cessioni   |
| R.       | Nome                 | a                 | Modalità   |
| -------- | -------------------- | ----------------- | ---------- |
| C        | Erika Campana        | Il Piantone Narni | definitivo |
| C        | Walewska de Oliveira | CAV Murcia        | definitivo |
| P        | Hélia de Souza       | CAV Murcia        | definitivo |
| S        | Senna Ušić           | Pioneer Red Wings | definitivo |
| S/O      | Antonina Zetova      | -                 | ritirata   |

## Risultati

### Serie A1

#### Girone di andata
| 1ª giornata - 7 ottobre 2007 PalaEvangelisti, Perugia             | Sirio Perugia      | 3 - 0 | Santeramo     | 25-19, 25-16, 25-19               |
| 2ª giornata - 10 ottobre 2007 PalaGalassi, Forlì                  | Forlì              | 1 - 3 | Sirio Perugia | 23-25, 26-24, 10-25, 18-25        |
| 3ª giornata - 14 ottobre 2007 PalaDionigi, Sant'Angelo in Lizzola | Robursport Pesaro  | 3 - 1 | Sirio Perugia | 25-22, 25-22, 23-25, 26-24        |
| 4ª giornata - 17 ottobre 2007 PalaEvangelisti, Perugia            | Sirio Perugia      | 3 - 0 | Altamura      | 25-18, 25-16, 25-13               |
| 5ª giornata - 25 novembre 2007 PalaTriccoli, Jesi                 | Giannino Pieralisi | 0 - 3 | Sirio Perugia | 18-25, 17-25, 22-25               |
| 6ª giornata - 2 dicembre 2007 PalaEvangelisti, Perugia            | Sirio Perugia      | 3 - 1 | Asystel       | 22-25, 25-21, 25-23, 25-17        |
| 7ª giornata - 9 dicembre 2007 PalaYamamay, Busto Arsizio          | Busto Arsizio      | 1 - 3 | Sirio Perugia | 23-25, 25-18, 15-25, 19-25        |
| 8ª giornata - 15 dicembre 2007 PalaEvangelisti, Perugia           | Sirio Perugia      | 3 - 2 | Chieri        | 19-25, 19-25, 25-15, 25-19, 15-10 |
| 9ª giornata - 23 dicembre 2007 PalaEvangelisti, Perugia           | Sirio Perugia      | 3 - 2 | Bergamo       | 20-25, 23-25, 25-19, 25-17, 15-12 |
| 10ª giornata - 26 dicembre 2007 PalaRuggi, Imola                  | Vicenza            | 0 - 3 | Sirio Perugia | 21-25, 17-25, 18-25               |
| 11ª giornata - 29 dicembre 2007 PalaEvangelisti, Perugia          | Sirio Perugia      | 3 - 0 | Sassuolo      | 25-20, 25-16, 25-19               |

#### Girone di ritorno
| 12ª giornata - 26 gennaio 2008 PalaCooper, Santeramo in Colle | Santeramo     | 0 - 3 | Sirio Perugia      | 19-25, 20-25, 11-25               |
| 13ª giornata - 2 febbraio 2008 PalaEvangelisti, Perugia       | Sirio Perugia | 3 - 0 | Forlì              | 25-20, 25-22, 25-19               |
| 14ª giornata - 6 febbraio 2008 PalaEvangelisti, Perugia       | Sirio Perugia | 0 - 3 | Robursport Pesaro  | 19-25, 22-25, 25-27               |
| 15ª giornata - 9 febbraio 2008 PalaBaldassarra, Altamura      | Altamura      | 1 - 3 | Sirio Perugia      | 19-25, 25-21, 16-25, 24-26        |
| 16ª giornata - 17 febbraio 2008 PalaEvangelisti, Perugia      | Sirio Perugia | 1 - 3 | Giannino Pieralisi | 21-25, 25-23, 19-25, 19-25        |
| 17ª giornata - 24 febbraio 2008 PalaDalLago, Novara           | Asystel       | 0 - 3 | Sirio Perugia      | 22-25, 21-25, 22-25               |
| 18ª giornata - 29 febbraio 2008 PalaEvangelisti, Perugia      | Sirio Perugia | 3 - 2 | Busto Arsizio      | 21-25, 26-24, 24-26, 25-21, 15-12 |
| 19ª giornata - 9 marzo 2008 PalaMaddalene, Chieri             | Chieri        | 1 - 3 | Sirio Perugia      | 25-23, 22-25, 22-25, 20-25        |
| 20ª giornata - 16 marzo 2008 PalaNorda, Bergamo               | Bergamo       | 3 - 0 | Sirio Perugia      | 29-27, 25-17, 25-18               |
| 21ª giornata - 22 marzo 2008 PalaEvangelisti, Perugia         | Sirio Perugia | 3 - 0 | Vicenza            | 25-20, 25-21, 25-16               |
| 22ª giornata - 31 marzo 2008 PalaPaganelli, Sassuolo          | Sassuolo      | 2 - 3 | Sirio Perugia      | 23-25, 26-24, 17-25, 25-21, 11-15 |

#### Play-off scudetto
| Quarti di finale (gara 1) - 10 aprile 2008 PalaYamamay, Busto Arsizio | Busto Arsizio     | 2 - 3 | Sirio Perugia     | 17-25, 25-23, 26-28, 25-22, 15-17 |
| Quarti di finale (gara 2) - 12 aprile 2008 PalaEvangelisti, Perugia   | Sirio Perugia     | 3 - 0 | Busto Arsizio     | 25-19, 25-19, 29-27               |
| Semifinali (gara 1) - 16 aprile 2008 PalaEvangelisti, Perugia         | Sirio Perugia     | 3 - 2 | Bergamo           | 25-22, 19-25, 25-27, 25-22, 17-15 |
| Semifinali (gara 2) - 18 aprile 2008 PalaNorda, Bergamo               | Bergamo           | 3 - 0 | Sirio Perugia     | 25-15, 25-17, 25-19               |
| Semifinali (gara 3) - 20 aprile 2008 PalaNorda, Bergamo               | Bergamo           | 2 - 3 | Sirio Perugia     | 25-21, 18-25, 26-24, 15-25, 12-15 |
| Finale (gara 1) - 24 aprile 2008 Palazzetto dello Sport, Pesaro       | Robursport Pesaro | 3 - 1 | Sirio Perugia     | 21-25, 25-21, 25-16, 25-23        |
| Finale (gara 2) - 26 aprile 2008 Palazzetto dello Sport, Pesaro       | Robursport Pesaro | 3 - 1 | Sirio Perugia     | 25-22, 25-11, 22-25, 25-22        |
| Finale (gara 3) - 28 aprile 2008 PalaEvangelisti, Perugia             | Sirio Perugia     | 2 - 3 | Robursport Pesaro | 18-25, 25-19, 25-17, 17-25, 12-15 |

### Coppa Italia

#### Fase a gironi
| 1ª giornata - 21 ottobre 2007 PalaEvangelisti, Perugia   | Sirio Perugia | 3 - 1 | Villanterio   | 21-25, 25-22, 25-16, 25-14        |
| 2ª giornata - 24 ottobre 2007 PalaPaganelli, Sassuolo    | Sassuolo      | 3 - 1 | Sirio Perugia | 25-20, 12-25, 25-18, 25-22        |
| 3ª giornata - 28 ottobre 2007 PalaValle, Volta Mantovana | Volta         | 0 - 3 | Sirio Perugia | 27-29, 21-25, 22-25               |
| 4ª giornata - 4 novembre 2007 PalaEvangelisti, Perugia   | Sirio Perugia | 2 - 3 | Volta         | 25-15, 19-25, 21-25, 25-23, 13-15 |
| 5ª giornata - 11 novembre 2007 PalaEvangelisti, Perugia  | Sirio Perugia | 3 - 0 | Sassuolo      | 25-14, 25-16, 25-15               |
| 6ª giornata - 18 novembre 2007 PalaRavizza, Pavia        | Villanterio   | 0 - 3 | Sirio Perugia | 20-25, 17-25, 14-25               |

#### Fase a eliminazione diretta
| Quarti di finale - 28 marzo 2008 PalaSavena, San Lazzaro di Savena | Sirio Perugia | 0 - 3 | Giannino Pieralisi | 15-25, 23-25, 22-25 |

### Supercoppa italiana

#### Fase a eliminazione diretta
| Finale - 4 ottobre 2007 PalaLido, Milano | Sirio Perugia | 3 - 0 | Giannino Pieralisi | 25-21, 25-21, 25-14 |

### Champions League

#### Fase a gironi
| 1ª giornata - 28 novembre 2007 PalaEvangelisti, Perugia              | Sirio Perugia | 3 - 0 | Eczacıbaşı    | 25-11, 25-21, 27-25               |
| 2ª giornata - 5 dicembre 2007 Sport Eko, Belgrado                    | Poštar        | 0 - 3 | Sirio Perugia | 17-25, 17-25, 20-25               |
| 3ª giornata - 12 dicembre 2007 PalaEvangelisti, Perugia              | Sirio Perugia | 2 - 3 | CAV Murcia    | 18-25, 20-25, 27-25, 25-20, 16-18 |
| 4ª giornata - 20 dicembre 2007 Pabellón Príncipe de Asturias, Murcia | CAV Murcia    | 1 - 3 | Sirio Perugia | 20-25, 25-23, 22-25, 19-25        |
| 5ª giornata - 23 gennaio 2008 PalaEvangelisti, Perugia               | Sirio Perugia | 3 - 0 | Poštar        | 25-19, 25-19, 25-11               |
| 6ª giornata - 29 gennaio 2008 Eczacıbaşı Spor Salonu, Istanbul       | Eczacıbaşı    | 1 - 3 | Sirio Perugia | 20-25, 25-20, 25-20, 25-20        |

#### Fase a eliminazione diretta
| Play-off a 12 (andata) - 13 febbraio 2008 PalaEvangelisti, Perugia                              | Sirio Perugia      | 3 - 0 | Tenerife           | 25-13, 25-23, 25-19               |
| Play-off a 12 (ritorno) - 20 febbraio 2008 Pabellón Santiago Martín, San Cristóbal de La Laguna | Tenerife           | 1 - 3 | Sirio Perugia      | 26-28, 25-23, 18-25, 22-25        |
| Play-off a 6 (andata) - 5 marzo 2008 PalaEvangelisti, Perugia                                   | Sirio Perugia      | 3 - 0 | Giannino Pieralisi | 25-18, 30-28, 34-32               |
| Play-off a 6 (ritorno) - 12 marzo 2008 PalaTriccoli, Perugia                                    | Giannino Pieralisi | 3 - 2 | Sirio Perugia      | 25-21, 15-25, 25-23, 17-25, 15-6  |
| Semifinali - 5 aprile 2008 Pabellón Príncipe de Asturias, Murcia                                | Sirio Perugia      | 3 - 2 | Asystel            | 25-22, 20-25, 25-17, 23-25, 15-12 |
| Finale 3º posto - 6 aprile 2008 Pabellón Príncipe de Asturias, Murcia                           | Zareč'e Odincovo   | 1 - 3 | Sirio Perugia      | 15-25, 21-25, 25-18, 14-25        |

## Statistiche

### Statistiche di squadra
| Competizione        | Punti | In casa | In casa | In casa | In trasferta | In trasferta | In trasferta | Totale | Totale | Totale |
| Competizione        | Punti | G       | V       | P       | G            | V            | P            | G      | V      | P      |
| ------------------- | ----- | ------- | ------- | ------- | ------------ | ------------ | ------------ | ------ | ------ | ------ |
| Serie A1            | 50    | 14      | 11      | 3       | 16           | 11           | 5            | 30     | 22     | 8      |
| Coppa Italia        | 13    | 3       | 2       | 1       | 3            | 2            | 1            | 7      | 4      | 3      |
| Supercoppa italiana | -     | -       | -       | -       | -            | -            | -            | 1      | 1      | 0      |
| Champions League    | 10    | 5       | 4       | 1       | 5            | 4            | 1            | 12     | 10     | 2      |
| Totale              | -     | 22      | 17      | 5       | 24           | 17           | 7            | 50     | 37     | 13     |

G = partite giocate; V = partite vinte; P = partite perse

### Statistiche dei giocatori
| C. Arcangeli | 30 | 0   | 0   | 0  | 0  | Statistiche assenti | 1 | 0  | 0  | 0 | 0 | Statistiche assenti | Statistiche assenti |
| T. Artmenko  | 9  | 33  | 27  | 4  | 2  | Statistiche assenti | - | -  | -  | - | - | Statistiche assenti | Statistiche assenti |
| L. Crisanti  | 30 | 167 | 116 | 39 | 12 | Statistiche assenti | 1 | 5  | 4  | 1 | 0 | Statistiche assenti | Statistiche assenti |
| G. Decordi   | 14 | 51  | 39  | 7  | 5  | Statistiche assenti | 0 | 0  | 0  | 0 | 0 | Statistiche assenti | Statistiche assenti |
| A. Del Core  | 26 | 334 | 288 | 32 | 14 | Statistiche assenti | 1 | 14 | 11 | 3 | 0 | Statistiche assenti | Statistiche assenti |
| M. Francia   | 29 | 539 | 286 | 33 | 20 | Statistiche assenti | 1 | 10 | 9  | 1 | 0 | Statistiche assenti | Statistiche assenti |
| S. Gioli     | 30 | 449 | 366 | 74 | 9  | Statistiche assenti | 1 | 16 | 11 | 5 | 0 | Statistiche assenti | Statistiche assenti |
| A. Grbac     | 25 | 7   | 4   | 3  | 0  | Statistiche assenti | 1 | 0  | 0  | 0 | 0 | Statistiche assenti | Statistiche assenti |
| K. Ihnatsiuk | 0  | 0   | 0   | 0  | 0  | Statistiche assenti | - | -  | -  | - | - | Statistiche assenti | Statistiche assenti |
| N. Marinova  | 30 | 46  | 26  | 10 | 10 | Statistiche assenti | 1 | 0  | 0  | 0 | 0 | Statistiche assenti | Statistiche assenti |
| E. Mezzasoma | -  | -   | -   | -  | -  | Statistiche assenti | - | -  | -  | - | - | Statistiche assenti | Statistiche assenti |
| H. Pachale   | 30 | 321 | 278 | 33 | 10 | Statistiche assenti | 1 | 8  | 5  | 1 | 2 | Statistiche assenti | Statistiche assenti |
| M. Pavlović  | 12 | 41  | 23  | 14 | 4  | Statistiche assenti | 0 | 0  | 0  | 0 | 0 | Statistiche assenti | Statistiche assenti |
| E. Radi      | -  | -   | -   | -  | -  | Statistiche assenti | - | -  | -  | - | - | Statistiche assenti | Statistiche assenti |
| B. Sacco     | 21 | 3   | 1   | 1  | 1  | Statistiche assenti | 0 | -  | -  | - | - | Statistiche assenti | Statistiche assenti |
| F. Valentini | 0  | 0   | 0   | 0  | 0  | Statistiche assenti | - | -  | -  | - | - | Statistiche assenti | Statistiche assenti |

P = presenze; PT = punti totali; AV = attacchi vincenti; MV = muri vincenti; BV = battute vincenti